# Sandra Kalniete
Sandra Kalniete (Togur, Rússia, 1952) és una política letona que fou Comissària Europea en la Comissió Prodi.

## Biografia
Va néixer el 22 de desembre de 1952 a la ciutat de Togur, població situada a l'óblast de Tomsk a Rússia però que en aquells moments formava part de la Unió Soviètica. La seva família, originària de Letònia, fou deportada pel règim comunista durant l'ocupació soviètica. Va estudiar art a l'Acadèmia d'Art entre 1977 i 1981 i, posteriorment, va treballar com a historiadora de l'art.

## Activitat política
Membre del partit conservador Front Popular (LTF) des de 1988, participà de forma activa en la moviment independentista del seu país i fou escollida diputada al Parlament de Letònia. Després d'assolir la independència el setembre de 1991 passà a treballar al Ministeri d'Afers Exteriors del seu país, i posteriorment fou nomenada ambaixadora davant les Nacions Unides (1993-1997), França (1997-2000) i la UNESCO (2000-2002).
El novembre de 2002 fou nomenada pel Primer Ministre de Letònia Einars Repše Ministra de Relacions Exteriors, càrrec que va abandonar el març de 2004, moment en el qual va esdevenir membre de la Comissió Prodi amb l'entrada del seu país a la Unió Europea. En aquesta comissió fou nomenada Comissària Europea d'Agricultura i Assumptes Pesquers, càrrec que compartí amb l'austríac Franz Fischler.
En la formació de la Comissió Barroso, però, no fou escollida per representar el seu país en la Comissió. Allunyada de la política activa per aquest contratemps, el 2006 passà a formar part del Partit de la Nova Era (JL), per la qual fou novament escollida diputada al Parlament del seu país.
El 2008, Kalniete va anunciar que abandonaria el Partit de la Nova Era. Es va unir a la recentment fundada Unió Cívica i es va convertir en la líder del partit. A les eleccions al Parlament Europeu de 2009 va ser escollida diputada al Parlament Europeu i reelegida a les eleccions al Parlament Europeu de 2014 a Letònia. Es va presentar com a candidata potencial per succeir a Andris Bērziņš com a president de Letònia després de la seva decisió de renunciar el 2015.

## Obra escrita
- 1989: Latviešu tekstilmāksla
- 2000: Es lauzu, tu lauzi, mēs lauzām
- 2001: Ar balles kurpēm Sibīrijas sniegos